# Pandolfo I. Malatesta
Pandolfo I. Malatesta, italijanski kondotjer, * 1267, † 6. april 1326.